# Osage (Wyoming)
Osage é uma Região censo-designada localizada no estado norte-americano de Wyoming, no Condado de Weston.

## Demografia
Segundo o censo norte-americano de 2000, a sua população era de 215 habitantes.

## Geografia
De acordo com o United States Census Bureau tem uma área de
5,0 km², dos quais 5,0 km² cobertos por terra e 0,0 km² cobertos por água. Osage localiza-se a aproximadamente 1317 m acima do nível do mar.

## Localidades na vizinhança
O diagrama seguinte representa as localidades num raio de 72 km ao redor de Osage.